# Przydroże Wielkie
Przydroże Wielkie (niem. Gross Schnellendorf) – wieś w Polsce położona w województwie opolskim, w powiecie nyskim, w gminie Korfantów.
W latach 1975–1998 miejscowość administracyjnie należała do ówczesnego województwa opolskiego.
Przysiółkiem wsi jest Drewnica.

## Nazwa
Według niemieckiego językoznawcy Heinricha Adamy’ego nazwa wywodzi się od polskiej nazwy drogi. W swoim dziele o nazwach miejscowości na Śląsku wydanym w 1888 roku we Wrocławiu wymienia jako najstarszą zanotowaną nazwę Przydroszy podając jej znaczenie "Dorf an der Strasse gelegen" czyli w języku polskim "Wieś leżąca przy drodze". Niemcy początkowo zgermanizowali nazwę na Schnellendorf, a później na Gross Schnellendorf w wyniku czego utraciła ona swoje pierwotne znaczenie. Po II wojnie światowej polska administracja wprowadziła nazwę Przydroże.

## Mieszkańcy
Miejscowość zamieszkiwana jest w większości przez ludność napływową, przybyłą na Śląsk z Kresów Wschodnich i centralnej Polski po 1945.

## Zabytki
Do wojewódzkiego rejestru zabytków wpisane są:
- kościół pod wezwaniem MB Częstochowskiej, z XIX w.
- kaplica cmentarna, z 1823 r.
- park.

## Kultura
W 2023 we wsi założono Koło Gospodyń Wiejskich.

## Religia
W Przydrożu Wielkim znajduje się katolicki kościół Matki Bożej Częstochowskiej, który należy do parafii św. Floriana w Przydrożu Małym (dekanat Biała).

## Bezpieczeństwo
Bezpieczeństwo pożarowe w Przydrożu Wielkim pod względem operacyjnym zabezpiecza interwencyjnie Jednostka Ratowniczo-Gaśnicza PSP w Prudniku.